# ATP-toernooi van Palermo
Het ATP-toernooi van Palermo was een tennistoernooi voor mannen dat tussen 1935 en 2006 plaatsvond op de gravelbanen in Palermo, Italië. Waarvan de edities in 1971 en tussen 1979 en 2006 op de ATP-kalender stonden.

## Finales

### Enkelspel
| Jaar      | Winnaar                 | Runner-up           | Score               |
| --------- | ----------------------- | ------------------- | ------------------- |
| 1971      | Roger Taylor            | Pierre Barthes      | 6-3, 4-6, 7-6, 6-2  |
| 1972-1978 | Geen toernooi           | Geen toernooi       | Geen toernooi       |
| 1979      | Björn Borg              | Corrado Barazzutti  | 6-4, 6-0, 6-4       |
| 1980      | Guillermo Vilas         | Paul McNamee        | 6-4, 6-0, 6-0       |
| 1981      | Manuel Orantes          | Pedro Rebolledo     | 6-4, 6-0, 6-0       |
| 1982      | Mario Martinez          | John Alexander      | 6-4, 7-5            |
| 1983      | Jimmy Arias             | José Luis Clerc     | 6-2, 2-6, 6-0       |
| 1984      | Francesco Cancellotti   | Miloslav Mecír      | 6-0, 6-3            |
| 1985      | Thierry Tulasne         | Joakim Nyström      | 6-2, 6-0            |
| 1986      | Ulf Stenlund            | Pablo Arraya        | 6-2, 6-3            |
| 1987      | Martin Jaite            | Karel Nováček       | 7-6, 6-7, 6-4       |
| 1988      | Mats Wilander           | Kent Carlsson       | 6-1, 3-6, 6-4       |
| 1989      | Guillermo Pérez Roldán  | Paolo Canè          | 6-1, 6-4            |
| 1990      | Franco Davín            | Juan Aguilera       | 6-1, 6-1            |
| 1991      | Frederic Fontang        | Emilio Sánchez      | 1-6, 6-3, 6-3       |
| 1992      | Sergi Bruguera          | Emilio Sánchez      | 6-1, 6-3            |
| 1993      | Thomas Muster           | Sergi Bruguera      | 7-6(2), 7-5         |
| 1994      | Alberto Berasategui (1) | Àlex Corretja       | 2-6, 7-6(6), 6-4    |
| 1995      | Francisco Clavet        | Jordi Burillo       | 6-7(3), 6-3, 7-6(1) |
| 1996      | Karim Alami             | Adrian Voinea       | 7-5, 2-1, opgave    |
| 1997      | Alberto Berasategui (2) | Dominik Hrbatý      | 6-4, 6-2            |
| 1998      | Mariano Puerta          | Franco Squillari    | 6-3, 6-2            |
| 1999      | Arnaud Di Pasquale      | Alberto Berasategui | 6-1, 6-3            |
| 2000      | Olivier Rochus          | Diego Nargiso       | 7-6(14), 6-1        |
| 2001      | Félix Mantilla          | David Nalbandian    | 7-6(2), 6-4         |
| 2002      | Fernando González       | José Acasuso        | 5-7, 6-3, 6-1       |
| 2003      | Nicolás Massú           | Paul-Henri Mathieu  | 1-6, 6-2, 7-6(0)    |
| 2004      | Tomáš Berdych           | Filippo Volandri    | 6-3, 6-3            |
| 2005      | Igor Andrejev           | Filippo Volandri    | 0-6, 6-1, 6-3       |
| 2006      | Filippo Volandri        | Nicolás Lapentti    | 5-7, 6-1, 6-3       |

### Dubbelspel
| Jaar      | Winnaar                               | Runner-up                            | Score         |
| --------- | ------------------------------------- | ------------------------------------ | ------------- |
| 1971      | Pierre Barthes Georges Goven          | Ilie Năstase Ion Țiriac              | 6-2, 6-3      |
| 1972-1978 | Geen toernooi                         | Geen toernooi                        | Geen toernooi |
| 1979      | Australië Peter McNamara Paul McNamee | Ismail El Shafei John Feaver         | 7-5, 7-6      |
| 1980      | Gianni Ocleppo Ricardo Ycaza          | Víctor Pecci Balázs Taróczy          | 6-2, 6-2      |
| 1981      | José-Luis Damiani Diego Pérez         | Jaime Fillol Belus Prajoux           | 6-1, 6-4      |
| 1982      | Gianni Marchetti Enzo Vattuone        | José-Luis Damiani Diego Pérez        | 6-4, 6-7, 6-3 |
| 1983      | Pablo Arraya José Luis Clerc          | Tian Viljoen Danie Visser            | 1-6, 6-4, 6-4 |
| 1984      | Tomáš Šmíd Blaine Willenborg          | Claudio Panatta Henrik Sundström     | 6-7, 6-3, 6-0 |
| 1985      | Colin Dowdeswell Joakim Nyström       | Sergio Casal Emilio Sánchez          | 6-4, 6-7, 7-6 |
| 1986      | Paolo Canè Simone Colombo             | Claudio Mezzadri Gianni Ocleppo      | 7-5, 6-3      |
| 1987      | Leonardo Lavalle Claudio Panatta      | Petr Korda Tomáš Šmíd                | 3-6, 6-4, 6-4 |
| 1988      | Carlos Di Laura Marcelo Filippini     | Alberto Mancini Christian Miniussi   | 6-2, 6-0      |
| 1989      | Peter Ballauff Rudiger Haas           | Goran Ivaniševic Diego Nargiso       | 6-2, 6-7, 6-4 |
| 1990      | Sergio Casal Emilio Sánchez           | Carlos Costa Horacio de la Peña      | 6-3, 6-4      |
| 1991      | Jacco Eltingh Tom Kempers             | Emilio Sánchez Javier Sánchez        | 3-6, 6-3, 6-3 |
| 1992      | Johan Donar Ola Jonsson               | Horacio de la Peña Vojtech Flégl     | 5-7, 6-3, 6-4 |
| 1993      | Sergio Casal Emilio Sánchez           | Juan Garat Jorge Lozano              | 6-3, 6-3      |
| 1994      | Tom Kempers Jack Waite                | Neil Broad Greg Van Emburgh          | 7-6, 6-4      |
| 1995      | Àlex Corretja Fabrice Santoro         | Hendrik Jan Davids Piet Norval       | 6-7, 6-4, 6-3 |
| 1996      | Andrew Kratzmann Marcos Ondruska      | Cristian Brandi Emilio Sánchez       | 7-6, 6-4      |
| 1997      | Andrew Kratzmann Libor Pimek          | Hendrik Jan Davids Daniel Orsanic    | 3-6, 6-3, 7-6 |
| 1998      | Donald Johnson Francisco Montana      | Pablo Albano Daniel Orsanic          | 6-4, 7-6      |
| 1999      | Mariano Hood Sebastián Prieto         | Lan Bale Alberto Martín              | 6-3, 6-1      |
| 2000      | Tomás Carbonell Martín García         | Pablo Albano Marc-Kevin Goellner     | Walk-over     |
| 2001      | Tomás Carbonell Daniel Orsanic        | Enzo Artoni Emilio Benfele Alvarez   | 6-2, 2-6, 6-2 |
| 2002      | Lucas Arnold Ker Luis Lobo            | František Cermák Leoš Friedl         | 6-4, 4-6, 6-2 |
| 2003      | Lucas Arnold Ker Mariano Hood         | František Cermák Leoš Friedl         | 7-6, 6-7, 6-3 |
| 2004      | Lucas Arnold Ker Mariano Hood         | Gastón Etlis Martín Rodríguez        | 7-5, 6-2      |
| 2005      | Martín García Mariano Hood            | Mariusz Fyrstenberg Marcin Matkowski | 6-2, 6-3      |
| 2006      | Martín García Luis Horna              | Mariusz Fyrstenberg Marcin Matkowski | 7-6, 7-6      |

1971 · 1972 · 1973 · 1974 · 1975 · 1976 · 1977 · 1978 · 1979 · 1980 · 1981 · 1982 · 1983 · 1984 · 1985 · 1986 · 1987 · 1988 · 1989 · 1990 · 1991 · 1992 · 1993 · 1994 · 1995 · 1996 · 1997 · 1998 · 1999 · 2000 · 2001 · 2002 · 2003 · 2004 · 2005 · 2006
ITF-toernooien (mannen en vrouwen)

ATP-toernooien (mannen) – ATP-seizoen 2025

WTA-toernooien (vrouwen) – WTA-seizoen 2025

Voormalige toernooien mannen
Voormalige toernooien vrouwen
Voormalige amateurtoernooien